# Spotted Tail

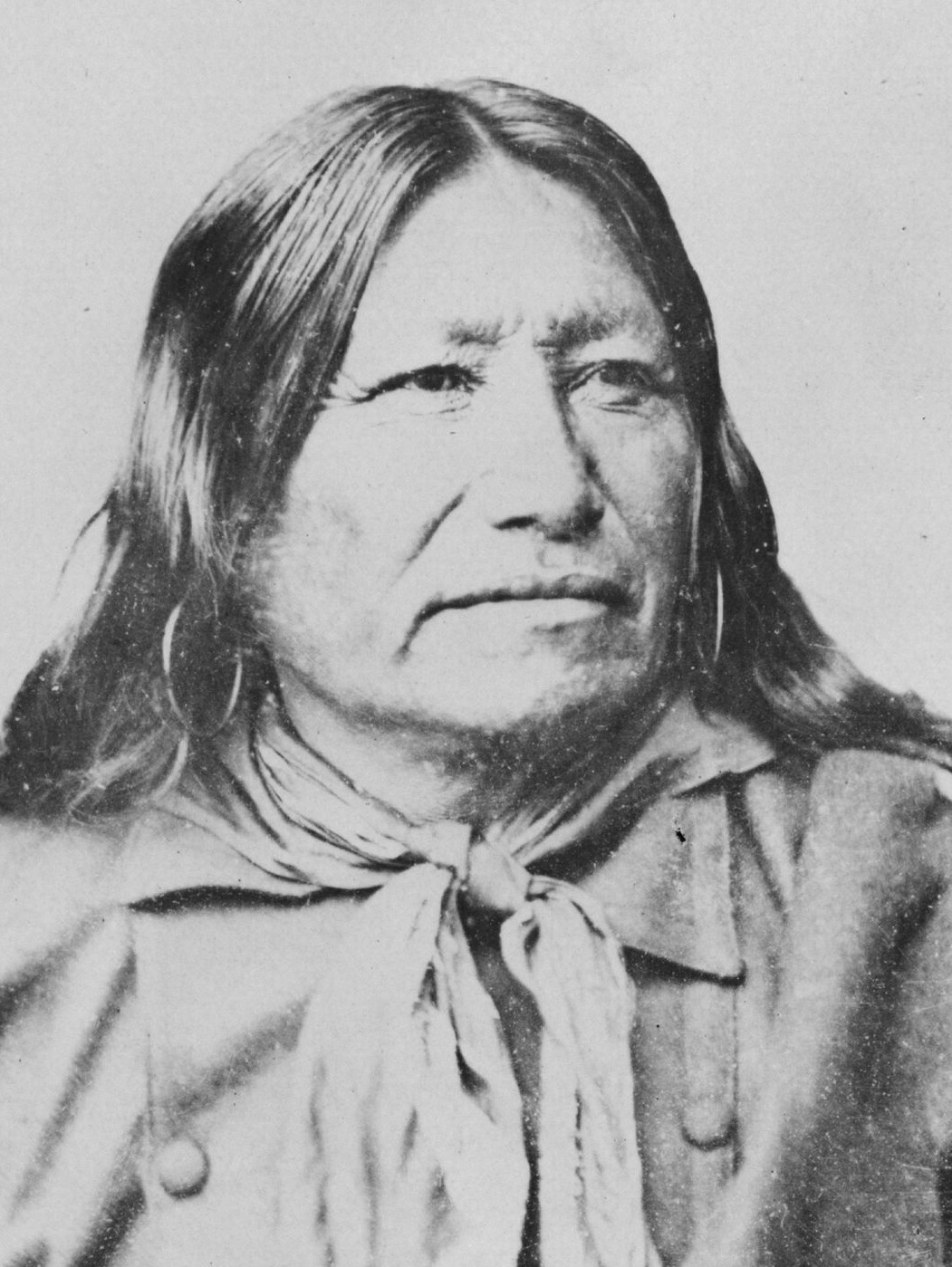
Chief Spotted Tail

Spotted Tail (Sinte Gleska), född 1823, död 1881, var en av de ledande hövdingarna bland siouxfolket under 1800-talet.
Eftersom hans mor, "Walks with the pipe", tillhörde brulésioxerna räknades han som tillhörande denna stam. Hans far,"Tangle Hair", var av sihasapastammen. En syster till honom gifte sig med Crazy Horse. Som liten döptes han först till Jumping Buffalo. Som vuxen tog han sig krigarnamnet Spotted Tail efter en tvättbjörnssvans som han bar i sin fjäderskrud. Genom otaliga strider med den fientliga pawneestammen nådde han tidigt stor ryktbarhet.
År 1854 blev han bekant för de vita i samband med den så kallade Grattanmassakern - ett urfolköverfall mot en postdiligens. Spotted Tail och två av hans vapenbröder dömdes till två års fängelse. Fångenskapen gav honom en insikt om de vitas makt och styrka. Efter avtjänat fängelsestraff intog han en ny inställning gentemot de vita som han hade förstått inte kunde stoppas med vapenmakt. År 1866 uppstod oroligheter i samband med att de vita ville anlägga en väg genom siouxernas territorium. Red Cloud grep till vapen och bedrev ett lyckosamt krig mot de vita, medan Spotted Tail var för en fredlig lösning. Mellan de bådas hövdingarna uppstod en maktkamp som kom att fortsätta fram till 1881 då Spotted Tail dödades av stamfränden Crow Dog.